# كمال أباد (مشيز بردسير)
کمال أباد (بالفارسية: کمال‌آباد) هي قرية تقع في إيران في البلدة المركزية. يقدر عدد سكانها بـ 466 نسمة .